# Sedlitzer See
Der Sedlitzer See (niedersorbisch Sedlišćański jazor) ist ein See in der Seenkette Lausitzer Seenland und befindet sich auf dem Gebiet des brandenburgischen Landkreises Oberspreewald-Lausitz in der Niederlausitz unmittelbar an der Grenze zu Sachsen.

## Beschreibung

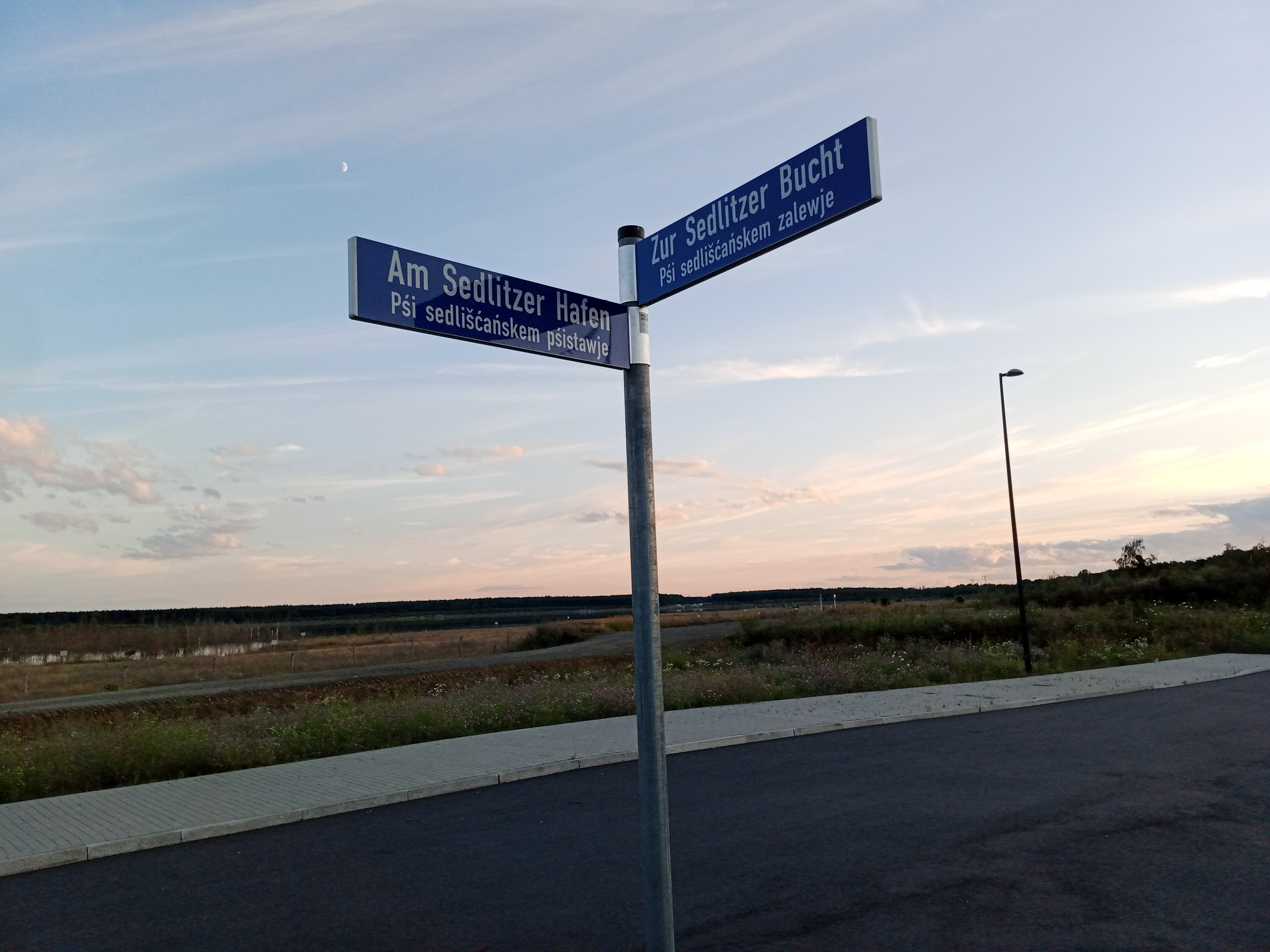
Neues Straßenschild am Parkplatz des künftigem Sedlitzer Hafen

Mit einer Wasserfläche von 1330 Hektar ist er der größte von 30 künstlichen Seen, die im Zuge der Rekultivierung des Braunkohletagebaugebiets der Lausitz entstehen. Er entsteht aus dem ehemaligen Tagebau Sedlitz. Nach vollständiger Flutung dürfte der See zusammen mit dem Schwielochsee der größte in Brandenburg sein. Neben einer großen geschlossenen Wasserfläche im Nordosten verfügt der Sedlitzer See im Süden und Westen über zwei wurmfortsatzartige Buchten. Er ist innerhalb der Seenkette über den Ilse-Kanal mit dem brandenburgischen Großräschener See und seit 2003 mit dem brandenburgisch/sächsischen Geierswalder See (Sornoer Kanal) und dem Partwitzer See (Rosendorfer Kanal) verbunden.
Die Seen der Seenkette befinden sich zurzeit noch in der Flutungsphase. Die Flutung des Sedlitzer Sees sollte ursprünglich 2015, nach Planungen von 2020 im Jahr 2023 und mit Stand Ende 2022 im Jahr 2025 abgeschlossen sein.
Die Seenkette entwässert in die Schwarze Elster.

## Touristische Projekte

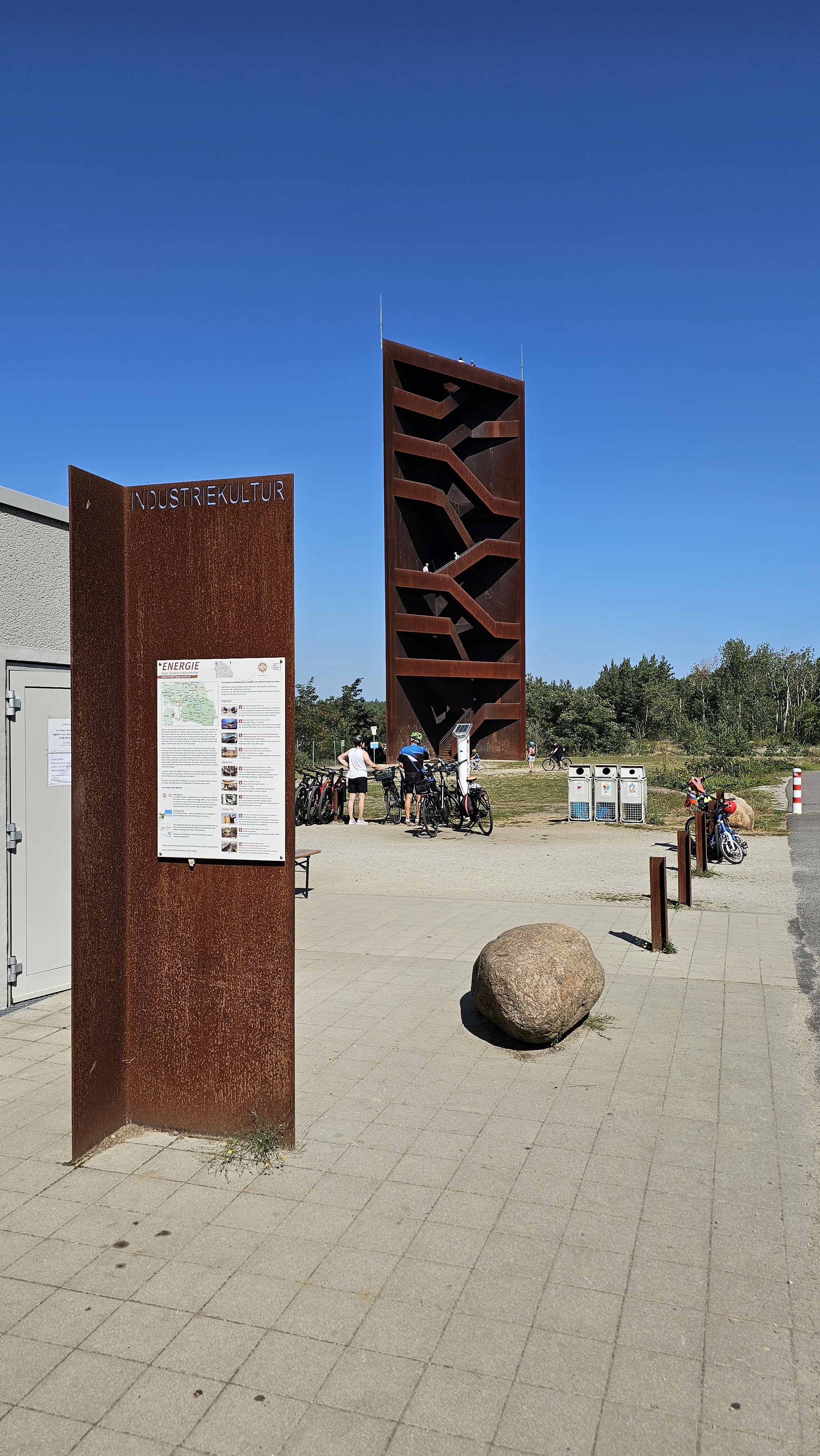
Rostiger Nagel

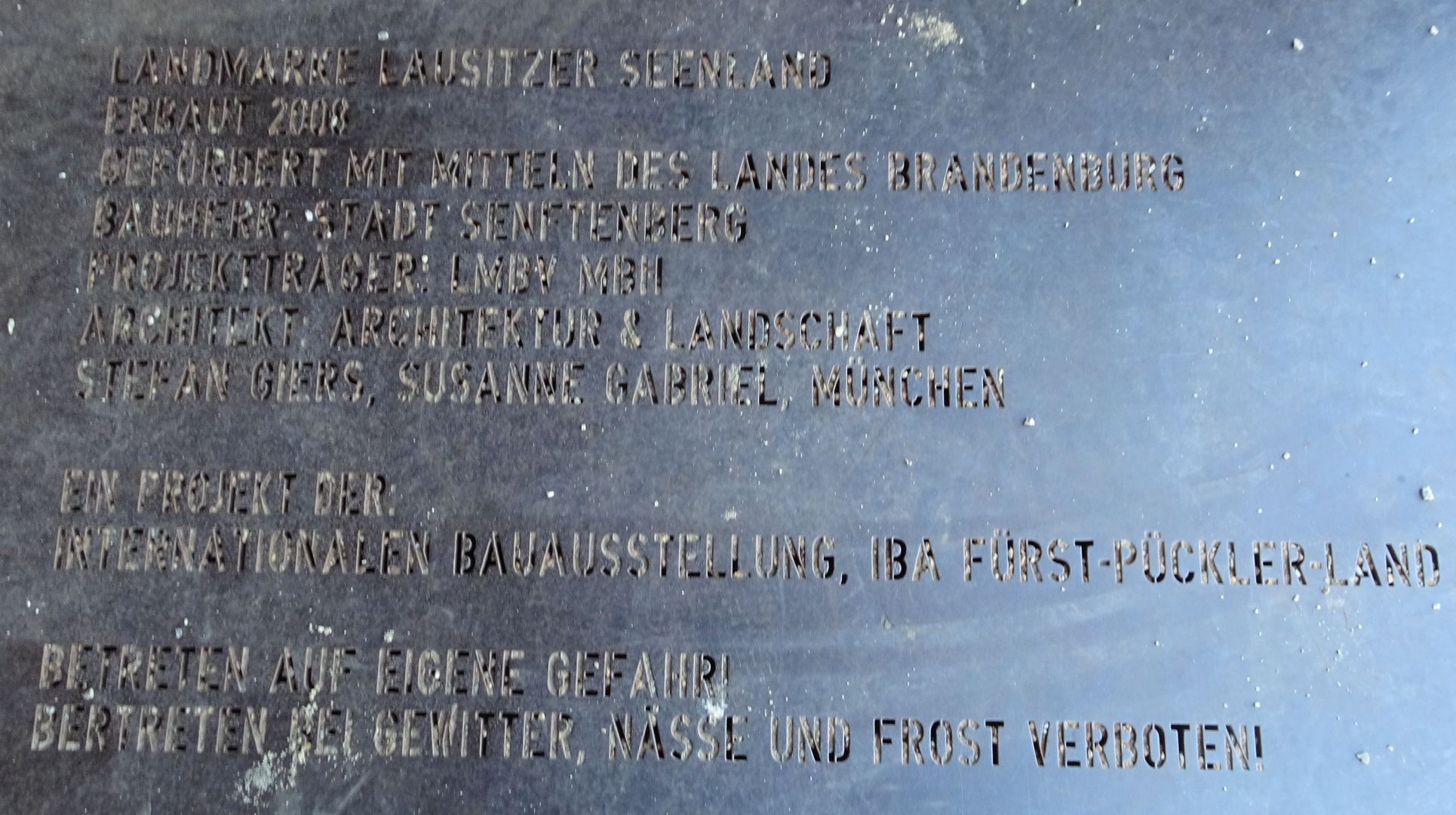
Informationen zum Aussichtsturm

Der Sedlitzer See soll zum verkehrstechnisch am besten ausgebauten See der Seenkette entwickelt werden. Am westlichen Ablauf, südlich der Ortslage Sedlitz, wird ein Wasserlandeplatz für Leichtflugzeuge geplant. Auch Ferienwohnungen und Wohnimmobilien sind an dieser Stelle geplant. Ein weiteres touristisch nutzbares Gebiet wird im Nordosten des Sees südöstlich der Ortslage Lieske und südlich der B 156 ausgewiesen, auch hier sollen Ferienwohnungen gebaut werden. Westlich von Lieske und ebenso mit direktem Zugang zur Bundesstraße soll am See auch ein Campingplatz entstehen.
Am Sornoer Kanal wurde am 23. Oktober 2008 ein 30 Meter hoher Aussichtsturm aus Cortenstahl eingeweiht, die „Landmarke Lausitzer Seenland“, umgangssprachlich meist als „Rostiger Nagel“ bezeichnet. Der Name kommt von der rotbraunen Patina aus Eisenoxid, die im Laufe der Zeit noch zunehmen soll. Diese rostrote Färbung des Stahls soll an die industrielle Vergangenheit des Lausitzer Seenlands erinnern. Die Kosten betrugen fast eine Million Euro. Der Turm wurde im Themenjahr „Seensucht Lausitz“ der Internationalen Bauausstellung Fürst-Pückler-Land eingeweiht.
Am 15. Juni 2010 begannen Bauarbeiten für den 1197 Meter langen Ilse-Kanal für kleinere Schiffe zwischen Sedlitzer und Großräschener See. Er unterquert die vier Gleise der Bahnlinie Senftenberg-Cottbus und die Bundesstraße 169. Das Projekt kostete 12 Millionen Euro.